# Anderson dos Santos Gomes
Anderson dos Santos Gomes (San Paolo, 3 gennaio 1998) è un calciatore brasiliano, difensore del Blau-Weiß Linz.

## Caratteristiche tecniche
È un terzino destro.

## Carriera
Cresciuto nel settore giovanile dell'Audax, nel 2019 è stato acquistato dall'Altach. Ha esordito nella massima divisione austriaca il 30 marzo seguente disputando l'incontro vinto 2-1 contro il Mattersburg.